# Geografia dell'Ungheria

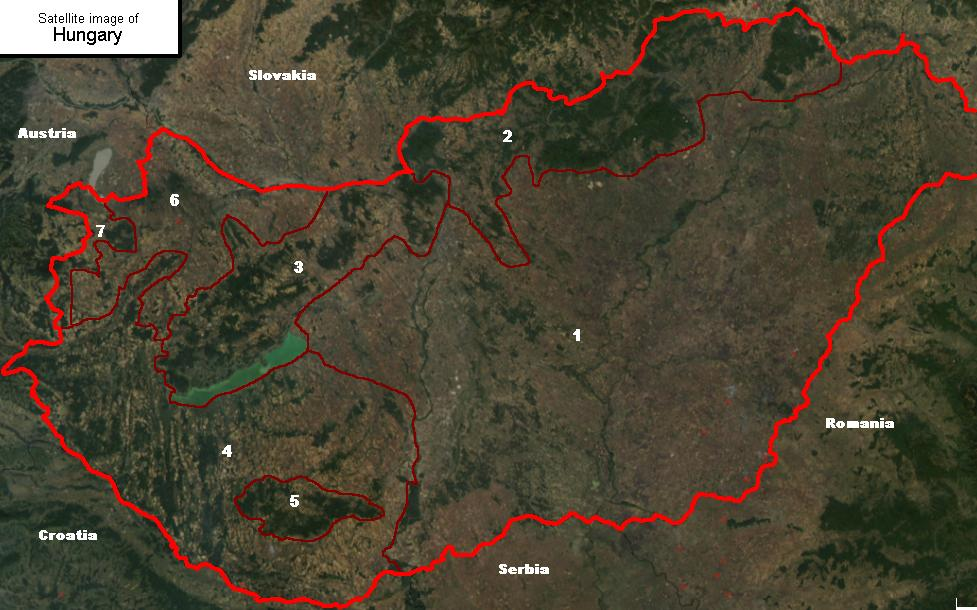
Immagine satellitare delle sette principali regioni dell'Ungheria (tra parentesi la regione):
1) Grande Alföld (Grande Alföld)
2) Rilievi precarpatici settentrionali (Felföld)
3) Montagne transdanubiane (Transdanubio)
4) Colline transdanubiane (Transdanubio)
5) Monti Mecsek (Transdanubio)
6) Piccolo Alföld (Transdanubio)
7) Alpokalja (Transdanubio)

Con un'estensione di 93.030 chilometri quadrati, l'Ungheria è uno dei Paesi dell'Europa centrale. Si estende per circa 250 km da nord a sud e per 524 km da est a ovest. Possiede circa 2.171 km di confine, che condivide con l'Austria a ovest, con Serbia, Croazia e Slovenia a sud e sud-ovest, con la Romania a sud-est, con l'Ucraina a nord-est e con la Slovacchia a nord.
I confini attuali dell'Ungheria furono stabiliti per la prima volta dopo la prima guerra mondiale quando, con il Trattato di Trianon del 1920, la nazione perse più del 71% di ciò che era stato il Regno d'Ungheria, il 58,5% della popolazione e il 32% degli ungheresi. Con l'aiuto della Germania nazista, il paese si assicurò alcune revisioni dei confini a spese della Slovacchia nel 1938, dell'Ucraina nel 1939, della Romania nel 1940 e della Jugoslavia nel 1941. Dopo la fine della seconda guerra mondiale, comunque, l'Ungheria perse tutti questi territori acquisiti: furono ripristinati i confini d'anteguerra, con una piccola revisione a favore della Cecoslovacchia.

## Dati generali
Area:

Totale:
00.000 km²

Terre:
92.340 km²

Acque:
690 km²
Confini di terra:

Totale:
2.171 km

Paesi confinanti:
Austria 366 km, Croazia 329 km, Romania 443 km, Serbia 151 km, Slovacchia 677 km, Slovenia 102 km, Ucraina 103 km
Linea costiera:
0 km (stato senza sbocco al mare)
Punti estremi:

Punto più basso:
Gyálarét 78 m (valle del fiume Tibisco a sud di Seghedino)

Punto più alto:
Monte Kékes 1.014 m (monti Mátra)

## Morfologia

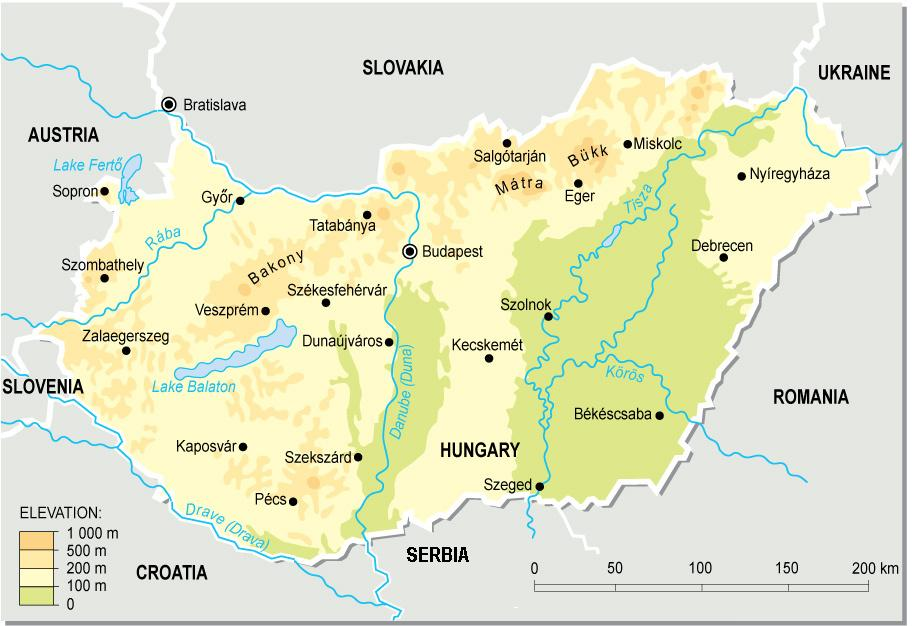
Mappa geografia fisica dell'Ungheria

L'Ungheria occupa una larga parte del bacino pannonico. Essa è delimitata geograficamente dai Carpazi a est e a nord, dalle propaggini delle Alpi Orientali a ovest e dalle Alpi dinariche a sud. Il territorio è pertanto in larga misura pianeggiante (circa il 70%) ed il resto è formato da rilievi di modesta altitudine di cui solo il 2% supera i 400 m, mentre la cima più alta supera di poco i 1.000 m.
L'Ungheria è costituita da tre principali regioni geografiche, a loro volta costituite da regioni più piccole:
- l'Alföld, o Grande Pianura Ungherese, che si trova ad est del fiume del Danubio;
- il Transdanubio, una regione collinosa che si trova ad ovest del Danubio, a sua volta costituito dalle regioni geografiche di:
  - l'Alpokalja, una regione collinare al confine con l'Austria;
  - il Kisalföld, una zona perlopiù pianeggiante costituita dalla pianura della Rába e delimitata dal Danubio a nord e dai monti della Selva Baconia a sud;
  - la Selva Baconia, un complesso di rilievi posto tra il fiume Rába ed il lago Balaton, che costituisce una specie di collegamento fra le Alpi e i Carpazi;
  - le colline transdanubiane, nella zona del Transdanubio fra il Balaton e la Drava;
  - i Monti Mecsek, una zona di bassi rilevi nella parte più a sud del Transadanubio;
- il Felföld, o Rilievi precarpatici settentrionali, una zona di montagne non molto elevate, che si trovano nel nord del paese al confine con la Slovacchia e che costituiscono il limite settentrionale della Grande Pianura Ungherese.

## Geografia fisica

### Rilievi
| Vetta          | Altezza (m s.l.m.) | Catena montuosa (m s.l.m.) | Contea                     |
| -------------- | ------------------ | -------------------------- | -------------------------- |
| Kékes          | 1.014              | Mátra                      | Heves                      |
| Galyatető      | 964                | Mátra                      | Heves                      |
| Istállóskő     | 958                | Bükk                       | Borsod-Abaúj-Zemplén Heves |
| Bálvány        | 956                | Bükk                       | Borsod-Abaúj-Zemplén Heves |
| Tar-kő         | 950                | Bükk                       | Borsod-Abaúj-Zemplén Heves |
| Csóványos      | 938                | Börzsöny                   | Nógrád, Pest               |
| Nagy-Milic     | 894                | Monti Zemplén              | Borsod-Abaúj-Zemplén       |
| Írott-kő       | 882                | Monti Kőszeg               | Győr-Moson-Sopron          |
| Nagy-Hideghegy | 865                | Börzsöny                   | Nógrád, Pest               |
| Tót-hegyes     | 814                | Mátra                      | Heves                      |

### Fiumi
| Nome    | Lunghezza totale (km) |
| ------- | --------------------- |
| Danubio | 2.888                 |
| Tibisco | 1.358                 |
| Mureș   | 761                   |
| Drava   | 749                   |
| Körös   | 741                   |
| Mur     | 454                   |
| Szamos  | 388                   |
| Rába    | 250                   |
| Ipoly   | 232                   |
| Leitha  | 180                   |
| Zagyva  | 179                   |
| Répce   | 160                   |
| Zala    | 138                   |
| Sió     | 129                   |

### Laghi
| Nome                  | Superficie totale (km²) |
| --------------------- | ----------------------- |
| Balaton               | 594                     |
| Tibisco (artificiale) | 127                     |
| Neusiedl              | 315                     |
| Velence               | 26                      |
| Hévíz (termale)       | 0,05                    |

## Clima
Il clima è nettamente continentale, le precipitazioni sono più abbondanti sui rilievi.
Le temperature si aggirano sui 0°/-5 °C in inverno e 30°/35 °C in estate